# Teorema di Goddard-Thorn
In matematica, e in particolare nell'area matematica della teoria delle stringhe, il teorema di Goddard-Thorn (anche chiamato teorema no-ghost) è un teorema che descrive le proprietà di un funtore che quantizza stringhe bosoniche. Prende il nome da Peter Goddard e Charles Thorn.
Il nome "teorema no-ghost" deriva dal fatto che nell'enunciato originale del teorema, il naturale prodotto interno indotto sullo spazio vettoriale risultante è positivo definito. Non erano quindi presenti i cosiddetti fantasmi (fantasmi di Pauli–Villars), o vettori di norma negativa. Il nome "no-ghost theorem" è anche un gioco di parole sul teorema no-go della meccanica quantistica.

## Enunciato
L'enunciato riportato è quello di Borcherds (1992).
Supponi che {\displaystyle V} sia una rappresentazione unitaria dell'algebra di Virasoro {\displaystyle \operatorname {Vir} }, quindi {\displaystyle V} è equipaggiato con una forma bilineare non-degenere {\displaystyle (\cdot ,\cdot )} ed esiste un omomorfismo di algebre {\displaystyle \rho :\operatorname {Vir} \rightarrow \operatorname {End} (V)} tale che
{\displaystyle \rho (L_{i})^{\dagger }=\rho (L_{-i})}
dove l'aggiunta è definita rispetto alla forma bilineare, e
{\displaystyle \rho (c)=24\operatorname {id} _{V}.}
Supponi anche che {\displaystyle V} si scompone in somme dirette di autospazi di {\displaystyle L_{0}} con autovalori interi non-negativi {\displaystyle i\geq 0}, indicati con {\displaystyle V^{i}}, e che ogni {\displaystyle V^{i}} ha dimensione finita (dando così a {\displaystyle V} una {\displaystyle \mathbb {Z} _{\geq 0}}-graduazione). Supponi inoltre che {\displaystyle V} ammette un'azione da un gruppo {\displaystyle G} che preserva questa graduazione.
Per il reticolo unimodulare Lorentziano bidimensionale pari II1,1, sia {\displaystyle V_{II_{1,1}}} la corrispondente algebra di vertici di reticolo. Essa è un'algebra II1,1-graduata con una forma bilineare e riporta un'azione dell'algebra di Virasoro.
Sia {\displaystyle P^{1}} il sottospazio dell'algebra di vertice {\displaystyle V\otimes V_{II_{1,1}}}, che consiste di vettori {\displaystyle v} tale che {\displaystyle L_{0}\cdot v=v,L_{n}\cdot v=0} per {\displaystyle n>0}. Sia {\displaystyle P_{r}^{1}} il sottospazio di {\displaystyle P^{1}} di grado {\displaystyle r\in II_{1,1}}. Ogni spazio inerita una {\displaystyle G}-azione che agisce come specificato su {\displaystyle V} e banalmente su {\displaystyle V_{II_{1,1}}}.
Il quoziente di {\displaystyle P_{r}^{1}} per il nucleo della sua forma bilineare è naturalmente isomorfo come {\displaystyle G}-modulo ad una forma bilineare invariante, con {\displaystyle V^{1-(r,r)/2}} se {\displaystyle r\neq 0} e con {\displaystyle V^{1}\oplus \mathbb {R} ^{2}} se {\displaystyle r=0}.

### II1,1
Il reticolo II1,1 è il reticolo di rango 2 con forma bilineare
{\displaystyle {\begin{pmatrix}0&-1\\-1&0\end{pmatrix}}.}
Essa è pari, unimodulare ed integrale con segno (+,-).

## Formalismo
Esistono due funtori naturalmente isomorfi che vengono tipicamente utilizzati per quantizzare le stringhe bosoniche. In entrambi i casi, si inizia con rappresentazioni di energia positiva dell'algebra di Virasoro di carica centrale 26, dotata di forme bilineari Virasoro-invarianti, e si finisce con spazi vettoriali dotati di forme bilineari. Qui, "Virasoro-invariante" significa che Ln è aggiunto a L−n per tutti gli interi n.
Il primo funtore storicamente è la "vecchia quantizzazione canonica", ed è dato prendendo il quoziente del sottospazio primario di peso 1 per il radicale della forma bilineare. Qui, "sottospazio primario" è l'insieme dei vettori annientati da Ln per tutti gli n strettamente positivi, e "peso 1" significa che L0 agisce per identità. Un secondo funtore, naturalmente isomorfo, è dato dalla coomologia BRST di grado 1. I trattamenti più vecchi della coomologia BRST hanno spesso uno spostamento nel grado a causa di un cambiamento nella scelta della carica BRST, quindi si può vedere la coomologia di grado −1/2 in articoli e testi precedenti al 1995. Una prova che i funtori sono naturalmente isomorfi può essere si trova nella Sezione 4.4 del testo String Theory di Polchinski.
Il teorema di Goddard-Thorn equivale all'affermazione che questo funtore di quantizzazione cancella più o meno l'aggiunta di due bosoni liberi, come congetturato da Lovelace nel 1971. L'affermazione precisa di Lovelace era che nella dimensione critica 26, le identità di Ward di tipo Virasoro cancellano due insiemi completi di oscillatori. Matematicamente, l'affermazione è la seguente:
Sia {\displaystyle V} una rappresentazione Virasoro unitarizzabile di carica centrale 24 con forma bilineare Virasoro-invariante, e sia {\displaystyle \pi _{\lambda }^{1,1}} il modulo irriducibile dell'algebra di Lie di Heisenberg {\displaystyle R_{1,1}} attaccato a un vettore {\displaystyle \lambda } diverso da zero in {\displaystyle R_{1,1}}. Allora l'immagine di {\displaystyle V\otimes \pi _{\lambda }^{1,1}} sotto quantizzazione è canonicamente isomorfo al sottospazio di {\displaystyle V} su cui {\displaystyle L_{0}} agisce mediante 1-(λ,λ).
La proprietà no-ghost segue immediatamente, siccome la struttura Hermitiana positiva-definita di {\displaystyle V} è trasferita all'immagine sotto quantizzazione.

## Applicazioni
I funtori di quantizzazione delle stringhe bosoniche qui descritti possono essere applicati a qualsiasi algebra di vertice conforme di carica centrale 26, e l'output ha naturalmente una struttura di algebra di Lie. Il teorema di Goddard-Thorn può quindi essere applicato per descrivere concretamente l'algebra di Lie in termini dell'algebra di vertici iniziale.
Uno dei casi più spettacolari di questa applicazione è la dimostrazione di Richard Borcherds della congettura monstrous moonshine, dove la rappresentazione unitarizzabile di Virasoro è l'algebra mostro di vertici (chiamata anche "modulo moonshine") costruita da Frenkel, Lepowsky e Meurman. Prendendo un prodotto tensoriale con l'algebra dei vertici attaccata a un reticolo iperbolico di rango 2 e applicando la quantizzazione, si ottiene l'algebra mostro di Lie, che è un'algebra di Kac–Moody generalizzata graduata dal reticolo. Utilizzando il teorema di Goddard–Thorn, Borcherds ha dimostrato che i pezzi omogenei dell'algebra di Lie sono naturalmente isomorfi ai pezzi graduati del modulo moonshine, come rappresentazioni del gruppo mostro semplice.
Le applicazioni precedenti includono la determinazione di Frenkel di limiti superiori sulle molteplicità di radice dell'algebra di Lie di Kac–Moody il cui diagramma di Dynkin è il reticolo di Leech e la costruzione di Borcherds di un'algebra di Lie di Kac–Moody generalizzata che contiene l'algebra di Lie di Frenkel e satura il suo limite 1/∆.